# Шм-редупликация
Шм-редупликация (англ. Shm-reduplication, schm-reduplication) — вид редупликации в английском, русском (наряду с другими видами эхо-редупликации) и некоторых других языках. Основное слово повторяется с заменой начала слова на «шм».
Явление часто исследуется лингвистами, в частности является примером явления, которое нельзя описать контекстно-свободной грамматикой.
Обычно означает иронию, сарказм, высмеивание, скептицизм или отсутствие интереса к комментариям к обсуждаемому объекту. Примеры из английского языка:
He’s just a baby!
«Baby-shmaby». He’s already 5 years old!
(«Он всего лишь ребёнок!». — «Ребёнок-шмебёнок. Ему уже 5 лет!»)
What a sale!
«Sale, schmale». I’m waiting for a larger discount.
(«Какая распродажа!» — «Распродажа-шмаспродажа, я жду больших скидок».)
Обычно обыгрываемое слово — существительное, но не всегда (fancy-schmancy).

## Происхождение и социолингвистика
Эта структура попала в английский язык (особенно северо-восточный американский английский) через идиш, благодаря еврейской иммиграции из центральной и восточной Европы. Эта конструкция используется также в современном иврите. Например, Давид Бен-Гурион употребил выражение «Ум-шмум» (ум на иврите — ООН) на заседании правительства в 1955 году.
Похожая конструкция используется и в балканских языках.
Шм-редупликация используется и в русском языке, по несколько иным правилам: копия слова выступает с фиксированными инициалями м-, шм- независимо от того, начиналось ли исходное слово на одинарный согласный (нитки-шмитки, логия-могия), на стечение согласных (Штирлиц-Шмирлиц, штучки-мучки) или на гласный (осетрина-масетрина).

…Пикассо шмикассо Утрилло шмутрилло я в гробу видел твоего Ван Гога там шмангога…
— Владимир Георгиевич Сорокин